# Beilngries
Beilngries település Németországban, azon belül Bajorországban. Lakosainak száma 10 282 fő (2023. december 31.). Beilngries Altmannstein, Denkendorf, Greding, Berching, Dietfurt an der Altmühl, Kinding, Kipfenberg és Haunstetter Forst községekkel határos.

## Népesség
A település népessége az elmúlt években az alábbi módon változott:
| Lakosok száma | 1620 | 3381 | 5800 | 7076 | 8781 | 8983 | 9560 | 9700 | 9993 | 10 282 |
|               | 1875 | 1950 | 1975 | 1987 | 2012 | 2014 | 2016 | 2017 | 2021 | 2023   |

## Fekvése
Neustadt an der Donautól északnyugatra fekvő település.

## Története
Beilngries nevét 1007-ben említették először az oklevelek "Bilingriez" néven. Az Eichstatti Egyházmegyéhez tartozó hely volt, előbb a püspök, később 1053-ban II. Viktor pápa piac- és vámjogot adományozott a településnek. 1300 körül a várost árokkal és fallal vették körül, amely megakadályozta a város pusztulását a késő középkorban a parasztháború alatt.
Az Eichstätti püspökség a boszorkányüldözés idején legalább két nőt vádolt meg az állítólagos boszorkánysággal, kiket 1623-ban vagy 1625-ben halálra is ítéltek.
1633-ban a város harc nélkül megadta magát weimari Bernhard csapatainak. 1802-ben a bajor csapatok foglalták el. 1846-ban a Ludwig-csatorna megnyitása nyomán Beilngriesben fellendült a fa és marhakereskedelem.